# Prunus rufa
Prunus rufa är en rosväxtart som beskrevs av Nathaniel Wallich och Joseph Dalton Hooker. Prunus rufa ingår i släktet prunusar, och familjen rosväxter.

## Underarter
Arten delas in i följande underarter:
- P. r. rufa
- P. r. imanishii